# Dienstgrade der Feuerwehr in Österreich
Je nach Dienstverwendung oder Dienstalter hat jedes Feuerwehrmitglied in Österreich einen Dienstgrad.
Im Großen und Ganzen sind die Dienstgrade bundesweit einheitlich. Da in Österreich die Feuerwehr Bundesländersache ist, obliegt es dem jeweiligen Landesfeuerwehrverband die Dienstgradtafel zu erlassen. Ein Gendering der Dienstgrade hat bisher nur der oberösterreichische Landesfeuerwehrverband erlassen, wo es demnach neben dem Feuerwehrmann auch eine Feuerwehrfrau gibt, wobei die Abkürzungen nur in der bisherigen Form verwendet werden. In der Steiermark ist offiziell bei den Dienstgraden kein Unterschied zwischen Frauen und Männern. Inoffiziell werden allerdings bei zahlreichen Feuerwehren bei Frauen Dienstgrade wie Oberfeuerwehrfrau oder Löschmeisterin vergeben.

## Dienstgradabzeichen

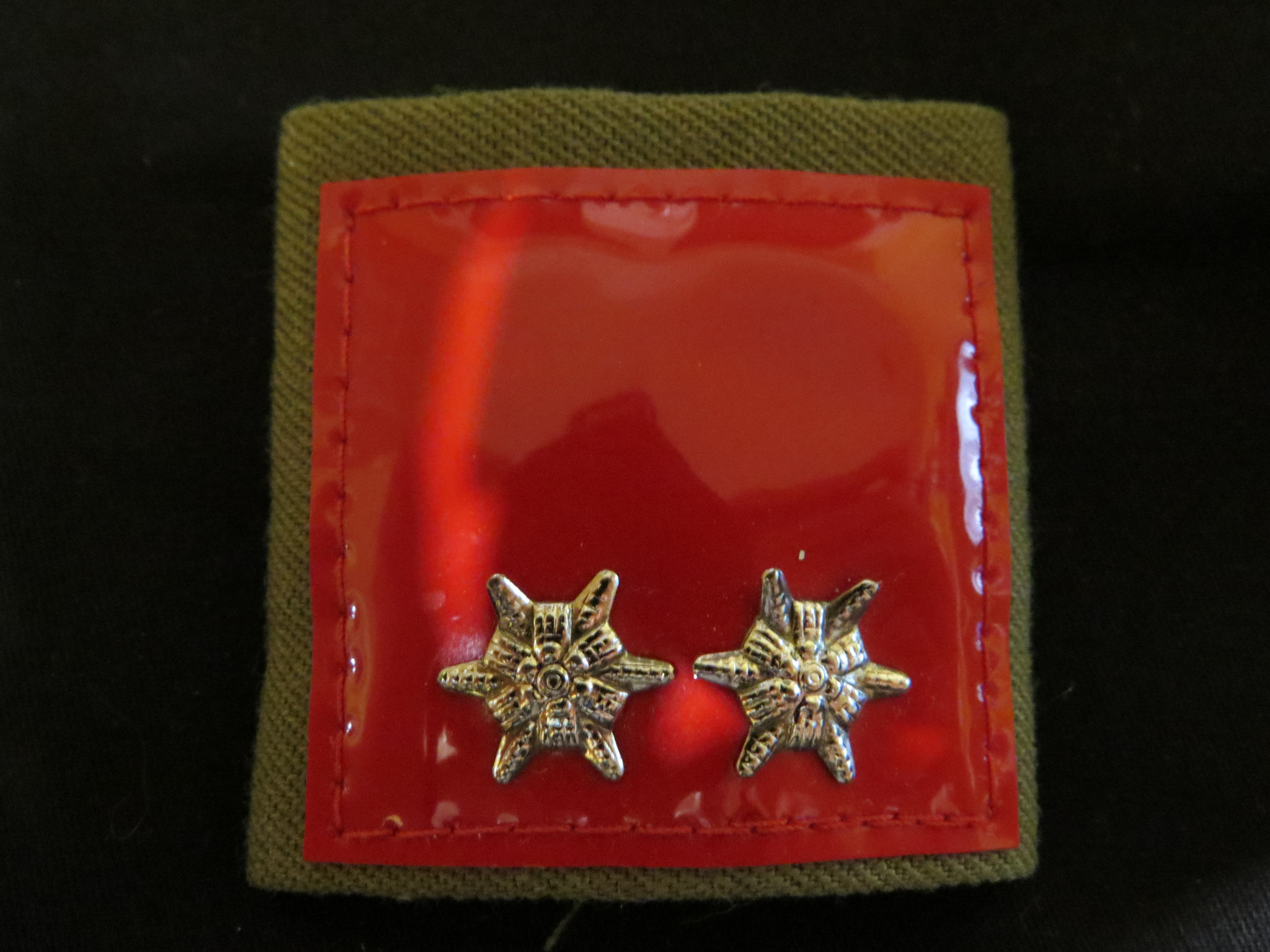
Dienstgradschlaufe Oberfeuerwehrmann einer Feuerwehr in Niederösterreich mit deutlicherer erkennbaren Edelweiß als Rangsterne, um 1990

Die Kennzeichnung auf den Uniformen erfolgt entweder mit Aufschiebeschlaufen auf der Einsatzbekleidung und auf der Dienstbekleidung marineblau, grün bzw. sandbraun. Auch die Uniformhemden haben Aufschiebeschlaufen. Die Dienstbekleidung, die eigentlich nur bei festlichen Anlässen getragen wird, hat Kragenspiegel.
Auch auf dem Feuerwehrhelm gibt es teilweise Kennzeichnungen, die aber nicht einheitlich geregelt sind. Meist werden rote, reflektierende Streifen für die eingeteilten Feuerwehrmitglieder, silberne für Chargen sowie goldene für die Funktionäre aufgeklebt.
Bei den Sternen wurde die Tradition des Bundesheeres übernommen und das heimische Alpen-Edelweiß als Grundlage herangezogen. Bei den älteren Symbolen ist diese Herkunft noch deutlicher zu erkennen. Generell orientiert sich das Aussehen der Dienstgrade der österreichischen Feuerwehren sehr stark an den Dienstgraden des Bundesheeres, so entsprechen die Mannschafts-Chargen- sowie Funktionärsdienstgrade der Feuerwehr weitgehend den Chargen-, Unteroffiziers-/Stabsunteroffiziers- und Offiziersdienstgraden beim österreichischen Bundesheer.

### Burgenland
Quelle: 
| Mannschaftsdienstgrade          | Anforderungen | Funktion | Spiegel |
| ------------------------------- | --- | --- | ------- |
| Probefeuerwehrmann (PFM)        | aktives Feuerwehrmitglied | aktiver Dienst |         |
| Feuerwehrmann (FM)              | 1. ein Jahr Feuerwehrmitglied (aktiv oder Feuerwehrjugend), Ausbildung: TRMA1 2. drei Jahre aktives Feuerwehrmitglied                                                                           | aktiver Dienst |         |
| Oberfeuerwehrmann (OFM)         | sechs Jahre Feuerwehrmitglied, mindestens drei Jahre FM, Ausbildung: TRMA2 | aktiver Dienst |         |
| Hauptfeuerwehrmann (HFM)        | sechs Jahre OFM, Ausbildung: TRMA2 | aktiver Dienst |         |
| Chargendienstgrade              | | |         |
| Löschmeister (LM)               | 1. sechs Jahre HFM, Ausbildung: TRFA 2. drei Jahre aktives Feuerwehrmitglied, Funktion, für die mindestens der Dienstgrad LM vorgesehen ist, Ausbildung: TRFA + funktionsspezifische Ausbildung | aktiver Dienst, Gruppenkommandant, Verwaltungswart (Administration, Finanzen), Gerätewart (allgemein, Atemschutz, Funk), Feuerwehrjugendbetreuer, sonstiger Fachwart oder höhere Funktion (provisorisch)                         |         |
| Oberlöschmeister (OLM)          | 1. fünf Jahre Funktion (wie LM) 2. zehn Jahre LM (ohne Funktion), Ausbildung: wie Gruppenkommandant                                                                                             | aktiver Dienst, Gruppenkommandant, Verwaltungswart (Administration, Finanzen), Gerätewart (allgemein, Atemschutz, Funk), Feuerwehrjugendbetreuer oder sonstiger Fachwart                                                         |         |
| Hauptlöschmeister (HLM)         | 1. fünf Jahre OLM, zehn Jahre Funktion (wie LM) 2. zehn Jahre OLM (ohne Funktion), Ausbildung: wie Gruppenkommandant                                                                            | wie OLM |         |
| Brandmeister (BM)               | vier Jahre aktives Feuerwehrmitglied, Funktion, für die mindestens der Dienstgrad BM vorgesehen ist, Ausbildung: FUE1 + funktionsspezifische Ausbildung                                         | Zugskommandant, Verwalter, Gerätemeister, Feuerwehrjugendleiter oder Abschnittswart (Atemschutz, Funk) |         |
| Oberbrandmeister (OBM)          | vier Jahre Funktion (wie BM), Ausbildung: FUE2 | wie BM |         |
| Hauptbrandmeister (HBM)         | vier Jahre OBM, acht Jahre Funktion (wie BM) | wie BM |         |
| Kommandantendienstgrade         | | |         |
| Verwalter (V)                   | wird nicht mehr verliehen | Leiter des Verwaltungsdienstes |         |
| Brandinspektor (BI)             | Ausbildung: FUE2, ER1, FLB1 + funktionsspezifische Ausbildung | Kommandant-Stv. einer Feuerwehr der Klasse 1 bis 3, Zugskommandant eines Sonderdienstes oder Zugskommandant, Verwalter bzw. Gerätemeister einer Feuerwehr der Klasse 6/1 oder 7 (nach vier Jahren HBM und zwölf Jahren Funktion) |         |
| Oberverwalter (OV)              | wird nicht mehr verliehen | Leiter des Verwaltungsdienstes einer Feuerwehr der Ausrüstungsklasse 7 |         |
| Oberbrandinspektor (OBI)        | vier Jahre aktives Feuerwehrmitglied, ein Jahr LM, Ausbildung: FUE2, ER1 FBL1, FKdt | Feuerwehrkommandant (einer Feuerwehr der Klasse 1 bis 3) oder Feuerwehrkommandantstellvertreter (einer Feuerwehr der Klasse 4 bis 6/1)                                                                                           |         |
| Hauptverwalter (HV)             | wird nicht mehr verliehen | Bezirksreferent für Verwaltung |         |
| Hauptbrandinspektor (HBI)       | fünf Jahre aktives Feuerwehrmitglied, ein Jahr OBI, Ausbildung: FUE2, ER1, FLB1, FKdt, FLAG | Feuerwehrkommandant (einer Feuerwehr der Klasse 4 bis 6/I), Feuerwehrkommandantstellvertreter (einer Feuerwehr der Klasse 7), Bezirksreferent oder Landessachgebietsleiter                                                       |         |
| Stadtbrandinspektor (SBI)       | fünf Jahre aktives Feuerwehrmitglied, ein Jahr OBI, Ausbildung: ER1, FLB1, HF, FUE3, FLAG | Feuerwehrkommandant (einer Feuerwehr der Klasse 7) oder Feuerwehrkommandantstellvertreter der Stadtfeuerwehr Eisenstadt |         |
| Abschnittsbrandinspektor (ABI)  | fünf Jahre aktives Feuerwehrmitglied, ein Jahr OBI, Ausbildung: ER1, FLB1, FUE3, HF, FLAG | Abschnittsfeuerwehrkommandant oder Feuerwehrkommandant der Stadtfeuerwehr Rust (zugleich Bezirksfeuerwehrkommandant für das Gebiet der Freistadt Rust)                                                                           |         |
| Brandrat (BR)                   | ein Jahr ABI, Ausbildung: ER1, FLB1, STB2, HF, FLAG | Landesreferent, Bezirksfeuerwehrkommandantstellvertreter, Bezirksfeuerwehrinspektor, Feuerwehrkommandant der Stadtfeuerwehr Eisenstadt (zugleich Bezirksfeuerwehrkommandant für das Gebiet der Freistadt Eisenstadt)             |         |
| Oberbrandrat (OBR)              | ein Jahr ABI, Ausbildung: ER1, FLB1, STB2, HF, FLAG | Bezirksfeuerwehrkommandant |         |
| Landesfeuerwehrrat (LFR)        | ein Jahr ABI, Ausbildung: ER1, FLB1, STB2, HF, FLAG | Landesfeuerwehrinspektor |         |
| Landesbranddirektor-Stv. (LBDS) | ein Jahr ABI, Ausbildung: ER1, FLB1, STB2, HF, FLAG | Landesfeuerwehrkommandant-Stellvertreter |         |
| Landesbranddirektor (LBD)       | ein Jahr ABI, Ausbildung: ER1, FLB1, STB2, HF, FLAG | Landesfeuerwehrkommandant |         |
| Sonderdienstgrade               | | |         |
| Feuerwehrarzt (FA)              | drei Jahre Feuerwehrmitglied, Ausbildung: Universitätsstudium der Medizin, Berechtigung zur selbständigen Ausübung des Berufes als Arzt, TRMA1, FWARZT                                          | Arzt im Feuerwehrdienst |         |
| Feuerwehrkurat (FKR)            | drei Jahre Feuerwehrmitglied Ausbildung: Universitätsstudium der Theologie oder Ausbildung als Diakon, Ermächtigung zur Ausübung der öffentlichen Seelsorge, TRMA1, SVE1, FWKUR                 | Seelsorger im Feuerwehrdienst |         |
| Bezirksfeuerwehrarzt (BFA)      | ein Jahr FA, Notarztdiplom Ausbildung: TRFA, ASI, FWARZT | Bezirksreferent für medizinische Angelegenheiten |         |
| Bezirksfeuerwehrkurat (BFKR)    | wird nicht mehr verliehen | Bezirksreferent für das Seelsorgewesen |         |
| Landesfeuerwehrarzt (LFA)       | ein Jahr FA, Notarztdiplom Ausbildung: FUE1, ASI, FWARZT | Landesreferent für medizinische Angelegenheiten |         |
| Landesfeuerwehrkurat (LFKR)     | ein Jahr FKR Ausbildung: Universitätsstudium der Theologie, FUE1, SVE1, FWKUR | Landesreferent für das Seelsorgewesen |         |

### Kärnten
| Mannschaftsdienstgrade             | Dienstalter                                                                                                | Funktion | Spiegel |
| ---------------------------------- | --- | --- | ------- |
| Probefeuerwehrmann (PFM)           | | aktiver Dienst |         |
| Feuerwehrmann (FM)                 | 1 Jahr Dienst +Angelobung                                                                                  | aktiver Dienst |         |
| Oberfeuerwehrmann (OFM)            | 6 Jahre Dienst                                                                                             | aktiver Dienst |         |
| Hauptfeuerwehrmann (HFM)           | 12 Jahre Dienst                                                                                            | aktiver Dienst |         |
| Chargendienstgrade                 | | |         |
| Löschmeister (LM)                  | mind. 3 Jahre Dienst                                                                                       | Gruppenkommandant |         |
| Oberlöschmeister (OLM)             | mind. 6 Jahre LM                                                                                           | Gruppenkommandant |         |
| Hauptlöschmeister (HLM)            | mind. 12 Jahre LM                                                                                          | Gruppenkommandant |         |
| Brandmeister (BM)                  | zuvor mind. LM                                                                                             | Zugskommandant oder Abschnittsbeauftragter eines Sachbereiches |         |
| Oberbrandmeister (OBM)             | mind. 6 Jahre BM                                                                                           | Zugskommandant |         |
| Hauptbrandmeister (HBM)            | mind. 12 Jahre BM                                                                                          | Zugskommandant |         |
| Verwaltungsdienstgrade             | | |         |
| Verwalter (V)                      | | Gerätewart, Schriftführer, Kassier, Kameradschaftsführer |         |
| Oberverwalter (OV)                 | mind. 6 Jahre V                                                                                            | wie Verwalter |         |
| Hauptverwalter (HV)                | mind. 12 Jahre V                                                                                           | wie Verwalter |         |
| Offiziersdienstgrade               | | |         |
| Brandinspektor (BI)                | Wahl (bzw. bei Betriebsfeuerwehren Bestellung durch die Betriebsleitung) und erfolgreicher Lehrgangsbesuch | Kommandantstellvertreter einer Betriebsfeuerwehr, Ortsfeuerwehr oder Stützpunktfeuerwehr der Rangordnung III sowie Bezirksbeauftragter eines Sachbereiches                   |         |
| Oberbrandinspektor (OBI)           | Wahl (bzw. bei Betriebsfeuerwehren Bestellung durch die Betriebsleitung) und erfolgreicher Lehrgangsbesuch | Kommandant einer Betriebsfeuerwehr, Ortsfeuerwehr oder Stützpunktfeuerwehr der Rangordnung III sowie Kommandantstellvertreter einer Stützpunktwehr der Rangordnung I oder II |         |
| Hauptbrandinspektor (HBI)          | Wahl (bzw. bei Betriebsfeuerwehren Bestellung durch die Betriebsleitung) und erfolgreicher Lehrgangsbesuch | Kommandant einer Stützpunktfeuerwehr der Rangordnung I oder II, Gemeindefeuerwehrkommandant, Abschnittsfeuerwehrkommandant-Stellvertreter, Landesbeauftragter                |         |
| Feuerwehrarzt (FARZT)              | | Arzt im Feuerwehrdienst |         |
| Feuerwehrkurat (FKUR)              | | Geistlicher im Feuerwehrdienst |         |
| Höhere Offiziersdienstgrade        | | |         |
| Abschnittsbrandinspektor (ABI)     | Wahl und erfolgreicher Lehrgangsbesuch                                                                     | Kommandant eines Abschnittes |         |
| Brandrat (BR)                      | Wahl und erfolgreicher Lehrgangsbesuch                                                                     | Bezirksfeuerwehrkommandant-Stellvertreter, Vorsitzender-Stellvertreter des Betriebsfeuerwehrverbandes                                                                        |         |
| Oberbrandrat (OBR)                 | Wahl und erfolgreicher Lehrgangsbesuch                                                                     | Bezirksfeuerwehrkommandant, Vorsitzender des Betriebsfeuerwehrverbandes |         |
| Bezirksfeuerwehrarzt (BFARZT)      | | Arzt im Bezirksfeuerwehrkommando |         |
| Bezirksfeuerwehrkurat (BFKUR)      | | Geistlicher im Bezirksfeuerwehrkommando |         |
| Stabsoffiziere                     | | |         |
| Landesbranddirektor-Stv. (LBDStv.) | | Landesfeuerwehrkommandant-Stellvertreter |         |
| Landesbranddirektor (LBD)          | | Landesfeuerwehrkommandant |         |
| Landesfeuerwehrarzt (LFARZT)       | | Arzt im Landesfeuerwehrkommando |         |
| Landesfeuerwehrkurat (LFKUR)       | | Geistlicher im Landesfeuerwehrkommando |         |

### Niederösterreich
| Eingeteilte Feuerwehrmitglieder                                                   | Dienstalter                                                                               | Funktion | Spiegel | wird... |
| --------------------------------------------------------------------------------- | ----------------------------------------------------------------------------------------- | --- | ------- | --- |
| Probefeuerwehrmann (PFM)                                                          | Überstellung von der Feuerwehrjugend ab dem 15. Lebensjahr oder Eintritt in die Feuerwehr | 1 Jahr |         | |
| Feuerwehrmann (FM)                                                                | 1 Jahr aktiver Dienst oder 6 Monate für ehemalige Mitglieder der Feuerwehrjugend          | aktiver Dienst |         | |
| Oberfeuerwehrmann (OFM)                                                           | 6 Jahre aktiver Dienst                                                                    | aktiver Dienst |         | |
| Hauptfeuerwehrmann (HFM)                                                          | 12 Jahre aktiver Dienst                                                                   | aktiver Dienst |         | |
| Löschmeister (LM)                                                                 | 18 Jahre aktiver Dienst                                                                   | aktiver Dienst |         | |
| Chargen, Fachchargen und Gehilfen                                                 |                                                                                           | |         | |
| Löschmeister (LM)                                                                 | 3 Jahre aktiver Dienst                                                                    | Gruppenkommandant / Zugtruppkommandant / Ausbilder / Fahrmeister / Gehilfe des Fahrmeisters / Zeugmeister / Gehilfe des Zeugmeisters / Jugendbetreuer |         | vom Feuerwehrkommandanten ernannt                                                                                      |
| Oberlöschmeister (OLM)                                                            | 6 Jahre Verwendung mit LM-Dienstgrad                                                      | wie Löschmeister |         | vom Feuerwehrkommandanten ernannt                                                                                      |
| Hauptlöschmeister (HLM)                                                           | 12 Jahre Verwendung mit LM-Dienstgrad                                                     | wie Löschmeister |         | vom Feuerwehrkommandanten ernannt                                                                                      |
| Brandmeister (BM)                                                                 | 3 Jahre aktiver Dienst                                                                    | Zugskommandant / Feuerwachekommandant / Ausbilder in der Feuerwehr / Fahrmeister / Zeugmeister                                                        |         | vom Feuerwehrkommandanten ernannt                                                                                      |
| Oberbrandmeister (OBM)                                                            | 6 Jahre Verwendung mit BM-Dienstgrad                                                      | wie Brandmeister |         | vom Feuerwehrkommandanten ernannt                                                                                      |
| Hauptbrandmeister (HBM)                                                           | 12 Jahre Verwendung mit BM-Dienstgrad                                                     | wie Brandmeister |         | vom Feuerwehrkommandanten ernannt                                                                                      |
| Kommandantendienstgrade                                                           |                                                                                           | |         | |
| Brandinspektor (BI)                                                               | 3 Jahre aktiver Dienst                                                                    | Kommandantstellvertreter / Feuerwachekommandant |         | Kommandantstellvertreter von den Feuerwehrmitgliedern gewählt, Feuerwachekommandant vom Kommandanten bestellt          |
| Oberbrandinspektor (OBI)                                                          | 3 Jahre aktiver Dienst                                                                    | Kommandant / Kommandantstellvertreter |         | von den Feuerwehrmitgliedern gewählt                                                                                   |
| Hauptbrandinspektor (HBI)                                                         | 3 Jahre aktiver Dienst                                                                    | Unterabschnittskommandant / Kommandant / Kommandantstellvertreter / KHD-Bereitschaftskommandant                                                       |         | Unterabschnittskommandant: von Feuerwehrkommandanten und -stv., Kommandant, -stv: von den Feuerwehrmitgliedern gewählt |
| Abschnittsbrandinspektor (ABI)                                                    | Abschnittskommandantstv: 6 Jahre aktiver Dienst, Kommandant: 3 Jahre aktiver Dienst       | Abschnittskommandantstellvertreter / Kommandant |         | Abschnittskommandantstv: von Feuerwehrkommandanten und -stv., Kommandant: von den Feuerwehrmitgliedern gewählt         |
| Brandrat (BR)                                                                     | 6 Jahre aktiver Dienst                                                                    | Abschnittskommandant |         | von Feuerwehrkommandanten und -stv. gewählt                                                                            |
| Brandrat (BR)                                                                     | 6 Jahre aktiver Dienst                                                                    | Bezirkskommandantstellvertreter |         | von Feuerwehrkommandanten und -stv. gewählt                                                                            |
| Oberbrandrat (OBR)                                                                | 6 Jahre aktiver Dienst                                                                    | Bezirkskommandant |         | von Feuerwehrkommandanten und -stv. gewählt                                                                            |
| Landesfeuerwehrrat (LFR)                                                          | 6 Jahre aktiver Dienst                                                                    | Feuerwehrviertelvertreter / Ausschuss-Vorsitzender |         | von Bezirksfeuerwehrkommandanten und -stv. gewählt                                                                     |
| Landesbranddirektorstellvertreter (LBDSTV)                                        | 6 Jahre aktiver Dienst                                                                    | Landesfeuerwehrkommandant-Stellvertreter |         | von Bezirksfeuerwehrkommandanten und -stv. gewählt                                                                     |
| Landesbranddirektor (LBD)                                                         | 6 Jahre aktiver Dienst                                                                    | Landesfeuerwehrkommandant |         | von Bezirksfeuerwehrkommandanten und -stv. gewählt                                                                     |
| Verwaltungsdienstgrade                                                            |                                                                                           | |         | |
| Verwaltungsmeister (VM)                                                           | 3 Jahre aktiver Dienst                                                                    | Stellvertreter des Leiters des Verwaltungsdienstes (LdV) / Gehilfe des LdV                                                                            |         | vom Feuerwehrkommandant ernannt                                                                                        |
| Oberverwaltungsmeister (OVM)                                                      | 6 Jahre VM                                                                                | wie Verwaltungsmeister |         | vom Feuerwehrkommandanten ernannt                                                                                      |
| Hauptverwaltungsmeister (HVM)                                                     | 6 Jahre OVM                                                                               | wie Verwaltungsmeister |         | vom Feuerwehrkommandanten ernannt                                                                                      |
| Verwalter (V)                                                                     | 3 Jahre aktiver Dienst                                                                    | Leiter des Verwaltungsdienstes (LdV) / Stellvertreter des LdV / Gehilfe des LdV / Gehilfe des LdV im Bezirk                                           |         | vom jeweils vorgesetzten Kommandanten (Feuerwehr- bzw. Bezirkskommandant) ernannt                                      |
| Oberverwalter (OV)                                                                | 3 Jahre aktiver Dienst                                                                    | Leiter des Verwaltungsdienstes (LdV) / Stellvertreter des LdV / LdV auf Abschnitts- und Bezirksebene / Stv. d. LdV auf Abschnitts- und Bezirksebene   |         | vom jeweils vorgesetzten Kommandanten (Feuerwehr-, Abschnitts- bzw. Bezirkskommandant) ernannt                         |
| Hauptverwalter (HV)                                                               | 3 Jahre aktiver Dienst                                                                    | Leiter des Verwaltungsdienstes (LdV) / LdV auf Abschnitts- und Bezirksebene / Stv. d. LdV auf Abschnitts- und Bezirksebene                            |         | vom jeweils vorgesetzten Kommandanten (Feuerwehr-, Abschnitts- bzw. Bezirkskommandant) ernannt                         |
| Verwaltungsinspektor (VI)                                                         | 6 Jahre aktiver Dienst                                                                    | Leiter des Verwaltungsdienstes (Abschnitt) / Stellvertreter des LdV (Bezirk)                                                                          |         | vom Abschnitts- bzw. Bezirksfeuerwehrkommandanten ernannt                                                              |
| Verwaltungsrat (VR)                                                               | 6 Jahre aktiver Dienst                                                                    | Leiter des Verwaltungsdienstes (Bezirk) |         | vom Bezirksfeuerwehrkommandanten ernannt                                                                               |
| Sachbearbeiter-Dienstgrade                                                        |                                                                                           | |         | |
| Sachbearbeiter (SB)                                                               |                                                                                           | Sachbearbeiter / Fahrmeister / Gehilfe des Fahrmeisters / Zeugmeister / Gehilfe des Zeugmeisters                                                      |         | vom Feuerwehrkommandanten ernannt                                                                                      |
| Abschnittssachbearbeiter (ASB)                                                    |                                                                                           | Abschnittssachbearbeiter |         | vom Abschnittsfeuerwehrkommandanten ernannt                                                                            |
| Bezirkssachbearbeiter (BSB)                                                       |                                                                                           | Bezirkssachbearbeiter |         | vom Bezirksfeuerwehrkommandanten ernannt                                                                               |
| Sonderdienstgrade                                                                 |                                                                                           | |         | |
| Feuerwehrarzt (FARZT)                                                             |                                                                                           | Arzt im Feuerwehrdienst |         | vom Landesfeuerwehrkommandanten ernannt                                                                                |
| Feuerwehrjurist (FJUR)                                                            |                                                                                           | Jurist im Feuerwehrdienst |         | vom Landesfeuerwehrkommandanten ernannt                                                                                |
| Feuerwehrkurat (FKUR)                                                             |                                                                                           | Geistlicher im Feuerwehrdienst |         | vom Landesfeuerwehrkommandanten ernannt                                                                                |
| Feuerwehrtechniker (FT)                                                           |                                                                                           | Sachverständiger für technische Sparten des Feuerwehrwesens                                                                                           |         | vom Landesfeuerwehrkommandanten ernannt                                                                                |
| Bezirksfeuerwehrarzt (BFARZT)                                                     |                                                                                           | Arzt im Bezirksfeuerwehrkommando |         | vom Landesfeuerwehrkommandanten ernannt                                                                                |
| Bezirksfeuerwehrjurist (BFJUR)                                                    |                                                                                           | Jurist im Bezirksfeuerwehrkommando |         | vom Landesfeuerwehrkommandanten ernannt                                                                                |
| Bezirksfeuerwehrkurat (BFKUR)                                                     |                                                                                           | Kurat im Bezirksfeuerwehrkommando |         | vom Landesfeuerwehrkommandanten ernannt                                                                                |
| Landesfeuerwehrarzt (LFARZT)                                                      |                                                                                           | Arzt im NÖ Landesfeuerwehrverband, Leiter des feuerwehrmedizinischen Dienstes des NÖ Landesfeuerwehrverbandes                                         |         | vom Landesfeuerwehrkommandanten ernannt                                                                                |
| Landesfeuerwehrjurist (LFJUR)                                                     |                                                                                           | Jurist des NÖ Landesfeuerwehrverbandes |         | vom Landesfeuerwehrkommandanten ernannt                                                                                |
| Landesfeuerwehrkurat (LFKUR)                                                      |                                                                                           | Geistlicher des NÖ Landesfeuerwehrverbandes |         | vom Landesfeuerwehrkommandanten ernannt                                                                                |
| Dienstgrad + Landeswappen (Beispiel: Bezirkssachbearbeiter)                       |                                                                                           | Bedienstete, Konsulenten, Abteilungsleiter, Sondergruppenkommanden, Mitglieder Landesführungsstab etc.                                                |         | vom Landesfeuerwehrkommandanten ernannt                                                                                |
| Dienstgrad + Gemeindewappen (Beispiel: Hauptbrandmeister mit Wappen Wr. Neustadt) |                                                                                           | Feuerwehrmitglieder, die bei einer Gemeinde angestellt und der Feuerwehr dienstzugeteilt sind                                                         |         | entsprechend dem jeweiligen Dienstgrad                                                                                 |

Dienstgrade, welche gewählt werden, haben eine Funktionsperiode von fünf Jahren. Gewählt wird jeweils in den Monaten Jänner bis März im ersten und sechsten Jahr eines Jahrzehnts. Die letzte Wahl fand 2021 statt. Scheidet jemand vorzeitig aus einer Funktion aus, wird zwar diese Funktion neu gewählt, endet aber mit der nächsten regulären Wahl. Der Leiter des Verwaltungsdienstes sowie die Chargen, Fachchargen und Sachbearbeiter der Feuerwehr werden jeweils für die laufende Funktionsperiode vom Feuerwehrkommandanten ernannt und können von diesem auch wieder abberufen werden.
Wird jemand in eine Funktion gewählt, erfüllt aber nicht die Ausbildungsvoraussetzungen, so kann er diese innerhalb von zwei Jahren nachholen. Da während der COVID-19-Pandemie weniger Kurse absolviert werden konnten, wurde für die aktuelle Periode (2021 bis 2026) vom Landesfeuerwehrverband eine Ausnahme mit vierjähriger Frist beschlossen. Kommt ein Mitglied dem nicht nach, erlischt die Funktion.
Ab dem Löschmeister sind die Dienstgrade an Funktionen gebunden. Die Dienstgrade darunter sind dienstalterabhängig. Eine Ausnahme ist der Löschmeister im Mannschaftsrang (rote anstatt silberner Schulterspange auf der Ausgangsuniform), er kann dienstalterabhängig ab 18 Jahren aktiver Dienst an eingeteilte Mitglieder ohne gesonderter Funktion verliehen werden, Beförderungen sind aber nicht verpflichtend.
Die unterschiedlichen Dienstgrade für die gleiche Funktion ergeben sich aus zwei Gründen: Erstens ist es von der Größe der Feuerwehr (gezählt anhand der Mitglieder und der Fahrzeuge) abhängig, welche Dienstgrade der Kommandant, sein Stellvertreter, der Leiter des Verwaltungsdienstes und in der Folge die Fachchargen wie Fahrmeister, Zeugmeister, Ausbilder etc. erhalten. Zweitens hängt es vom Ausbildungsstand des jeweiligen Mitglieds ab, welchen Dienstgrad er tragen darf. Hier ein Beispiel: Ein Mitglied wird zum Fahrmeister ernannt. Laut Dienstpostenplan steht ihm in seiner Feuerwehr in dieser Funktion der Dienstgrad »Brandmeister« zu. Er hat die für den Dienstgrad notwendige Zugskommandanten-Ausbildung aber nicht absolviert. Hat er die Gruppenkommandanten-Ausbildung, so kann er zum Löschmeister befördert werden; hat er diese auch nicht, steht ihm nur der Dienstgrad »Sachbearbeiter« zu.
Funktionären sowie Chargen und Sachbearbeitern kann vom jeweiligen Kommandanten nach dem Ausscheiden aus ihrer Funktion ein Ehrendienstgrad verliehen werden, sofern sie die zuletzt ausgeführte Funktion mindestens 5 Jahre ausgeübt haben sowie über eine 25-jährige aktive Dienstzeit verfügen. Hierbei wird dem jeweils davor getragenen Dienstgrad die Bezeichnung »Ehren-« vorangestellt. In allen anderen Fällen tragen Mitglieder nach dem Ausscheiden aus allen Funktionen entsprechend ihrem Dienstalter den jeweiligen Mannschaftsrang.
Die Dienstgrade der Feuerwehrkommandanten und deren Stellvertreter, sowie den Verwaltern mit ihren Stellvertretern von kleineren Feuerwehren wurden 2007 den größeren Feuerwehren angeglichen, so dass es als niedrigste Dienstgrade eines Kommandanten nur mehr den Oberbrandinspektor gibt. Früher waren sie nur Brandinspektor und die Stellvertreter Hauptbrandmeister, wobei die Spiegel von einer silbernen Kordel eingefasst waren.
Bei den Feuerwehrtechnikern unterschied man bis Ende der 1990er nach einem HTL-Ingenieur als FT-B und einem Diplomingenieur als FT-A. Der Unterschied in den Spiegeln bestand aus dem Grundstoff Tuch für FT-B und Samt für FT-A. Dieser Unterschied war in der Realität aber kaum sichtbar.
Der Dienstgrad des Feuerwehrjuristen wurde 2007 in Niederösterreich eingeführt. Diese werden so wie die übrigen Sonderdienstgrade vom Landesfeuerwehrkommandanten ernannt.

### Oberösterreich
aus
| Eingeteilte Feuerwehrmitglieder               | Voraussetzungen                                                                                    | Funktion | Spiegel           |
| --------------------------------------------- | -------------------------------------------------------------------------------------------------- | --- | ----------------- |
| Probefeuerwehrmann/-frau                      | Annahme des Beitritts                                                                              | aktiver Dienst | Dgrd pfm.noe      |
| Feuerwehrmann/-frau                           | 1 Jahr PFM (Bei Überstellung aus Feuerwehrjugend keine Wartezeit) Grundausbildung in der Feuerwehr | aktiver Dienst | Dgrd fm.noe       |
| Oberfeuerwehrmann/-frau                       | mind. 2 Jahre FM; Grund- und Funklehrgang                                                          | aktiver Dienst | Dgrd ofm.noe      |
| Hauptfeuerwehrmann/-frau                      | mind. 2 Jahre OFM; Atemschutz-, Maschinisten- oder Sanitäter-Ausbildung oder Wasserwehr-1-Lehrgang | aktiver Dienst | Dgrd hfm.noe      |
| Chargen                                       | | |                   |
| Löschmeister/-in                              | mind. 2 Jahre HFM; Gruppenkommandantenlehrgang                                                     | aktiver Dienst | Dgrd lm.noe       |
| Oberlöschmeister/-in                          | mind. 3 Jahre LM; LuN- oder GS- oder TLF- oder Techn. 1-Lehrgang                                   | aktiver Dienst | Dgrd olm.noe      |
| Hauptlöschmeister/-in                         | mind. 3 Jahre OLM                                                                                  | aktiver Dienst | Dgrd hlm.noe      |
| Brandmeister/-in                              | mind. 3 Jahre HLM; Zugskommandanten oder Technischer Lehrgang 2                                    | aktiver Dienst | Dgrd bm.noe       |
| Oberbrandmeister/-in                          | mind. 4 Jahre BM; Zugskommandantenlehrgang                                                         | letzter befördernde DG (bei manchen Feuerwehren bereits Dienstgrad eines Hilfsorgans => Beförderung nur bei Funktion wie Gruppenkommandant-Stv. oder Jugendbetreuer-Stv.) | Dgrd obm.noe      |
| Hauptbrandmeister/-in                         | Alter: 18 Jahre, Gruppenkommandantenlehrgang                                                       | Gruppenkommandant, Jugendbetreuer | Dgrd hbm.noe      |
| Dienstgrade des Verwaltungsdienstes           | | |                   |
| Oberbrandmeister/-in des Fachdienstes         | | Ausübung einer Hilfsfunktion für Mitglieder des Feuerwehrkommandos mit beratender Stimme (Bsp. Fachbeauftragter-Stv. in der Feuerwehr) |                   |
| Hauptbrandmeister/-in des Fachdienstes        | | Mitglieder des Feuerwehrkommandos mit beratender Stimme oder Ausübung einer Hilfsfunktion für Mitglieder des Feuerwehrkommandos (Bsp. Fachbeauftragter oder Fachspezialist) |                   |
| Brandinspektor/-in des Fachdienstes           | Gruppenkommandantenlehrgang und fachbezogener Lehrgang                                             | Kassenführer/-in, Schriftführer/-in im Feuerwehrkommando oder Mitglied des Feuerwehrkommandos mit beratender Stimme mit akademischer Ausbildung (Bsp. Fachspezialist akad.) oder Stellvertretung eines Hilfsorganes des Abschnitts-Feuerwehrkommandos (Bsp. Abschnitts-Fachbeauftragter-Stv.) | Dgrd v.noe        |
| Oberbrandinspektor/-in des Fachdienstes       | | Hilfsorgan bzw. sachverständige Person des Abschnitts-Feuerwehrkommandos (Bsp. Abschnitts-Fachbeauftragter) oder Stellvertretung eines Hilfsorganes des Bezirks-Feuerwehrkommandos (Bsp. Bezirks-Fachbeauftragter-Stv.)                                                                       | Dgrd ov.noe       |
| Hauptbrandinspektor/-in des Fachdienstes      | | Hilfsorgan bzw. sachverständige Person des Bezirks-Feuerwehrkommandos (Bsp. Bezirks-Fachbeauftragter, Bezirks-Fachspezialist) | Dgrd hv.noe       |
| Abschnittsbrandinspektor/-in des Fachdienstes | | Sachverständige Person des Bezirks-Feuerwehrkommandos mit akademischer Ausbildung (Bsp. Bezirks-Fachspezialist akad.) oder Sachverständige Person des Landes-Feuerwehrkommandos (Bsp. Landes-Fachspezialist)                                                                                  |                   |
| Brandrat/- rätin des Fachdienstes             | | Sachverständige Person des Landes-Feuerwehrkommandos mit akademischer Ausbildung (Bsp. Landes-Fachspezialist akad.) |                   |
| Dienstgrade des Fachdienstes                  | | |                   |
| Oberbrandmeister/-in des Fachdienstes         | | Ausübung einer Hilfsfunktion für Mitglieder des Feuerwehrkommandos mit beratender Stimme (Bsp. Fachbeauftragter-Stv. in der Feuerwehr) |                   |
| Hauptbrandmeister/-in des Fachdienstes        | | Mitglieder des Feuerwehrkommandos mit beratender Stimme oder Ausübung einer Hilfsfunktion für Mitglieder des Feuerwehrkommandos (Bsp. Fachbeauftragter oder Fachspezialist) |                   |
| Brandinspektor/-in des Fachdienstes           | | Gerätewart/-in im Feuerwehrkommando oder Mitglied des Feuerwehrkommandos mit beratender Stimme mit akademischer Ausbildung (Bsp. Fachspezialist akad.) oder Stellvertretung eines Hilfsorganes des Abschnitts-Feuerwehrkommandos (Bsp. Abschnitts-Fachbeauftragter-Stv.)                      |                   |
| Oberbrandinspektor/-in des Fachdienstes       | | Hilfsorgan bzw. sachverständige Person des Abschnitts-Feuerwehrkommandos (Bsp. Abschnitts-Fachbeauftragter) oder Stellvertretung eines Hilfsorganes des Bezirks-Feuerwehrkommandos (Bsp. Bezirks-Fachbeauftragter-Stv.)                                                                       |                   |
| Hauptbrandinspektor/-in des Fachdienstes      | | Hilfsorgan bzw. sachverständige Person des Bezirks-Feuerwehrkommandos (Bsp. Bezirks-Fachbeauftragter, Bezirks-Fachspezialist) |                   |
| Abschnittsbrandinspektor/-in des Fachdienstes | | Sachverständige Person des Bezirks-Feuerwehrkommandos mit akademischer Ausbildung (Bsp. Bezirks-Fachspezialist akad.) oder Sachverständige Person des Landes-Feuerwehrkommandos (Bsp. Landes-Fachspezialist)                                                                                  |                   |
| Brandrat/- rätin des Fachdienstes             | | Sachverständige Person des Landes-Feuerwehrkommandos mit akademischer Ausbildung (Bsp. Landes-Fachspezialist akad.) |                   |
| Offiziere                                     | | |                   |
| Feuerwehrarzt/-ärztin                         | | | Dgrd farzt.noe    |
| Feuerwehrseelsorger/-in                       | | | Dgrd fkur.noe     |
| Brandinspektor/-in                            | | Zugskommandant, Lotsenkommandant | Dgrd bi.noe       |
| Oberbrandinspektor/-in                        | Einzügige Feuerwehr: Kommandant Stv.                                                               | Mehrzügige Feuerwehr: 1. Zugskommandant oder 2. Kommandant-Stv. | Dgrd obi.noe      |
| Hauptbrandinspektor/-in                       | Einzügige Feuerwehr: Kommandant                                                                    | Mehrzügige Feuerwehr: Kommandant Stv. | Dgrd hbi.noe      |
| Höhere Offiziere                              | | |                   |
| Bezirksfeuerwehrarzt/-ärztin                  | | | Dgrd bfarzt.noe   |
| Bezirksfeuerwehrseelsorger/-in                | | | Dgrd lfkur2.tirol |
| Abschnittsbrandinspektor/-in                  | | Mehrzügige Feuerwehr: Kommandant oder Abschnittsfeuerwehrkommandant Stv. | Dgrd abi2.bgld    |
| Brandrat                                      | | Abschnittsfeuerwehrkommandant | Dgrd br2.noe      |
| Oberbrandrat                                  | | Bezirksfeuerwehrkommandant | Dgrd obr.noe      |
| Stabsoffiziere                                | | |                   |
| Landesfeuerwehrarzt                           | | | Dgrd lfarzt.noe   |
| Landesfeuerwehrkurat                          | | | Dgrd lfkur.noe    |
| Landesbranddirektor-Stellvertreter            | | Stellvertreter des Landesfeuerkommandanten oder Landesfeuerwehrinspektor | Dgrd lbdstv.noe   |
| Landesbranddirektor                           | | Landesfeuerwehrkommandant | Dgrd lbd.noe      |
| Weitere Dienstgrade                           | | |                   |
| Feuerwehrkapellmeister                        | | |                   |

Ab dem Hauptbrandmeister sind die Dienstgrade an Funktionen gebunden. Die Dienstgrade darunter sind dienstaltersabhängig. Verschiedene Feuerwehren haben Sonderregelungen beschlossen: z. B. sofortige Beförderung zum Löschmeister (LM) nach Absolvierung des Gruppenkommandanten-Lehrgangs oder die Einführung des Oberbrandmeisters (OBM) als Hilfsdienstgrad (Stellvertreter eines Gruppenkommandanten/Funktionsträgers) Sollte man bei der Jugendfeuerwehr alle Leistungsabzeichen erhalten haben, kann man ohne „Probejahr“ den Dienstgrad FM bekommen. Aus den Voraussetzungen ergibt sich im Durchschnitt eine Beförderung von allen 2 Jahren. Für die Beförderung ergeben sich noch andere Kriterien wie Teilnahme an Einsätzen, Übungen und Veranstaltungen, sowie Leistungen für das Feuerwehrwesen. Die genaue Regelung befindet sich in der Dienstordnung für öffentliche Feuerwehren! 
Seit der Dienstordnung für die öffentlichen Feuerwehren aus dem Jahr 2016 bestehen neben den bisherigen Dienstgraden auch jeweils weibliche Formen, wie Feuerwehrfrau oder Löschmeisterin, wobei die Abkürzungen beibehalten werden. FM ist demnach die Abkürzung für Feuerwehrmann und Feuerwehrfrau.
Neutrale Dienstgradabzeichen, aus denen kein Rang hervorgeht, führen Mitglieder der Feuerwehrmusik. Sie tragen auf dem Kragenspiegel eine Lyra, während Leistungsabzeichen und Orden wie üblich getragen werden.
Der Dienstgrad des Landesfeuerwehrrat (LFR) wurde Ende März 2022 in Oberösterreich eingeführt.

### Salzburg
| Mannschaftsdienstgrade                              | Dienstalter                                                                   | Funktion | Spiegel |
| --------------------------------------------------- | ----------------------------------------------------------------------------- | --- | ------- |
| Probefeuerwehrmann (PFM)                            |                                                                               | aktiver Dienst |         |
| Feuerwehrmann (FM)                                  | 1 Jahr Dienst +Angelobung (bei Überstellung Feuerwehrjugend, keine Wartezeit) | aktiver Dienst |         |
| Oberfeuerwehrmann (OFM)                             | 6 Jahre Dienst                                                                | aktiver Dienst |         |
| Hauptfeuerwehrmann (HFM)                            | 12 Jahre Dienst                                                               | aktiver Dienst |         |
| Löschmeister (LM)                                   | 18 Jahre Dienst                                                               | aktiver Dienst |         |
| Chargendienstgrade                                  |                                                                               | |         |
| Löschmeister (LM)                                   | mind. 3 Jahre Dienst                                                          | Gruppenkommandant |         |
| Oberlöschmeister (OLM)                              | mind. 6 Jahre LM                                                              | Gruppenkommandant |         |
| Hauptlöschmeister (HLM)                             | mind. 12 Jahre LM                                                             | Gruppenkommandant |         |
| Leitende Dienstgrade                                |                                                                               | |         |
| Brandmeister (BM)                                   | zuvor mind. LM                                                                | Zugskommandant, Löschzugskommandant bei Löschzugsgröße 1 |         |
| Oberbrandmeister (OBM)                              | mind. 6 Jahre BM                                                              | Zugskommandant, Löschzugskommandant bei Löschzugsgröße 1 |         |
| Hauptbrandmeister (HBM)                             | mind. 12 Jahre BM                                                             | Zugskommandant, Löschzugskommandant bei Löschzugsgröße 1, Ortsfeuerwehrkommandant-Stellvertreter bei Feuerwehrgröße 1 |         |
| Brandinspektor (BI)                                 |                                                                               | Ortsfeuerwehrkommandant der Feuerwehrgröße 1, Ortsfeuerwehrkommandant-Stellvertreter der Feuerwehrgröße 2, Löschzugskommandant bei Löschzuggröße 2, dienstältester Kommandant eines motorisierten Löschzuges einer Feuerwehrgröße 3 oder 4                                               |         |
| Oberbrandinspektor (OBI)                            |                                                                               | Ortsfeuerwehrkommandant einer Feuerwehrgröße 2, Ortsfeuerwehrkommandant-Stellvertreter einer Feuerwehrgröße 3, Dienstältester Kommandant eines motorisierten Löschzuges der Feuerwehrgröße 4                                                                                             |         |
| Hauptbrandinspektor (HBI)                           |                                                                               | Ortsfeuerwehrkommandant einer Feuerwehrgröße 3, Ortsfeuerwehrkommandant-Stellvertreter einer Feuerwehrgröße 4, Ortsfeuerwehrkommandant-Stellvertreter der Freiwilligen Feuerwehren der Landeshauptstadt Salzburg sowie der Stadtgemeinden Hallein, Zell am See, Saalfelden und St.Johann |         |
| Abteilungsbrandinspektor (ABI)                      |                                                                               | Kommandant einer Feuerwehrgröße 4 |         |
| Verwaltungsdienstgrade                              |                                                                               | |         |
| Verwalter (V)                                       |                                                                               | Fahrmeister, Schriftführer, Kassier, Zeugwart einer Feuerwehrgröße 1 |         |
| Oberverwalter (OV)                                  |                                                                               | Fahrmeister, Schriftführer, Kassier, Zeugwart einer Feuerwehrgröße 2 |         |
| Hauptverwalter (HV)                                 |                                                                               | Fahrmeister, Schriftführer, Kassier, Zeugwart einer Feuerwehrgröße 3 oder 4 |         |
| Stabsdienstgrade                                    |                                                                               | |         |
| Brandrat (BR)                                       |                                                                               | Abschnittsfeuerwehrkommandant, Bezirksfeuerwehrkommandant-Stellvertreter |         |
| Oberbrandrat (OBR)                                  |                                                                               | Bezirksfeuerwehrkommandant |         |
| Landesbranddirektor-Stv. (LBD-Stv.)                 |                                                                               | Landesfeuerwehrkommandant-Stellvertreter |         |
| Landesbranddirektor (LBD)                           |                                                                               | Landesfeuerwehrkommandant |         |
| Sonderdienstgrade                                   |                                                                               | |         |
| Feuerwehrarzt (FA)                                  | Berechtigung zur selbstständigen Ausübung des ärztlichen Berufes              | Arzt im Feuerwehrdienst |         |
| Feuerwehrkurat (FKUR)                               | Katholischer Priester oder evangelischer Pfarrer                              | Seelsorger im Feuerwehrdienst |         |
| Landesfeuerwehrarzt (LFA)                           | Berechtigung zur selbstständiger Ausübung des ärztlichen Berufes              | Chefarzt des Landesfeuerwehrverbandes |         |
| Landesfeuerwehrkurat (LFKur)                        | Katholischer Pfarrer                                                          | Geistlicher im Landesfeuerwehrkommando |         |
| Verwaltungsdienstgrade des Landesfeuerwehrverbandes |                                                                               | |         |
| Verwaltungsinspektor (VI)                           | Entsprechende Fachkenntnisse und Absolvierung der festgelegten Lehrgänge      | Dienstverwendung auf Abschnittsebene |         |
| Oberverwaltungsinspektor (OVI)                      | Wie Verwaltungsinspektor                                                      | Dienstverwendung auf Bezirksebene |         |
| Hauptverwaltungsinspektor (HVI)                     | Wie Verwaltungsinspektor                                                      | Dienstverwendung auf Landesebene |         |

Die Feuerwehren im Bereich Salzburg werden in unterschiedliche Feuerwehrgrößen unterteilt.
- eine Feuerwehrgröße 1 ist eine Feuerwehr mit weniger als vier Löschgruppen (zwei Löschzüge)
- eine Feuerwehrgröße 2 ist eine Feuerwehr mit mindestens vier Löschgruppen (zwei Löschzüge), von denen mindestens zwei Löschgruppen (ein Löschzug) motorisiert sein müssen.
- eine Feuerwehrgröße 3 ist eine Feuerwehr mit mindestens sechs Löschgruppen (drei Löschzüge), von denen mindestens vier Löschgruppen (zwei Löschzüge) motorisiert sein müssen.
- eine Feuerwehrgröße 4 ist eine Gemeinde mit mindestens 6000 Einwohnern oder am Sitz einer Bezirkshauptmannschaft aufgestellte Feuerwehr mit mindestens zehn Löschgruppen (fünf Löschzüge), von denen mindestens acht Löschgruppen (vier Löschzüge) motorisiert sein müssen.

- eine Löschzugsgröße 1 ist ein abgesonderter Löschzug (§ 3 Abs. 1 zweiter Satz des Salzburger Feuerwehrgesetzes), der weniger als vier Löschgruppen (zwei Löschzüge) aufweist
- eine Löschzugsgröße 2 ist ein abgesonderter Löschzug mit mindestens vier Löschgruppen (zwei Löschzüge), von denen mindestens zwei Löschgruppen (ein Löschzug) motorisiert sein müssen.

### Steiermark
| Dienstgrade des Branddienstes                                       | Dienstalter                                              | Funktion | Spiegel |
| ------------------------------------------------------------------- | -------------------------------------------------------- | --- | ------- |
| Probefeuerwehrmann (PFM)                                            |                                                          | aktiver Dienst |         |
| Feuerwehrmann (FM)                                                  | 1 Jahr Dienst                                            | aktiver Dienst |         |
| Oberfeuerwehrmann (OFM)                                             | 6 Jahre Dienst                                           | aktiver Dienst |         |
| Hauptfeuerwehrmann (HFM)                                            | 12 Jahre Dienst                                          | aktiver Dienst |         |
| Löschmeister (LM)                                                   | 18 Jahre Dienst oder Gruppenkommandant                   | aktiver Dienst oder Gruppenkommandant |         |
| Oberlöschmeister (OLM)                                              | 6 Dienstjahre als Gruppenkommandant                      | Gruppenkommandant |         |
| Hauptlöschmeister (HLM)                                             | 12 Dienstjahre als Gruppenkommandant                     | Gruppenkommandant |         |
| Brandmeister (BM)                                                   | 18 Dienstjahre als Gruppenkommandant oder Zugskommandant | Gruppenkommandant oder Zugskommandant |         |
| Oberbrandmeister (OBM)                                              | 6 Dienstjahre als Zugskommandant                         | Zugskommandant |         |
| Hauptbrandmeister (HBM)                                             | 12 Dienstjahre als Zugskommandant                        | Zugskommandant |         |
| Brandinspektor (BI)                                                 | 18 Dienstjahre als Zugskommandant                        | Zugskommandant |         |
| Oberbrandinspektor (OBI)                                            |                                                          | Kommandant-Stv. einer Feuerwehr |         |
| Hauptbrandinspektor (HBI)                                           |                                                          | Kommandant einer Feuerwehr |         |
| Abschnittsbrandinspektor (ABI)                                      |                                                          | Kommandant eines Abschnittes oder einer KHD-Bereitschaft                                                                                  |         |
| Brandrat (BR)                                                       |                                                          | Stellvertreter der Bereichsfeuerwehrkommandanten                                                                                          |         |
| Oberbrandrat (OBR)                                                  |                                                          | Bereichsfeuerwehrkommandant |         |
| Landesfeuerwehrrat (LFR)                                            |                                                          | Bereichsfeuerwehrkommandant im Landesfeuerwehrkommando                                                                                    |         |
| Landesbranddirektor-Stv. (LBDS)                                     |                                                          | Landesfeuerwehrkommandant-Stellvertreter                                                                                                  |         |
| Landesbranddirektor (LBD)                                           |                                                          | Landesfeuerwehrkommandant |         |
| Dienstgrade des Verwaltungsdienstes                                 |                                                          | |         |
| Löschmeister der Verwaltung (LM d.V.)                               |                                                          | Beauftragter für ein Sachgebiet der Verwaltung einer Feuerwehr                                                                            |         |
| Oberlöschmeister der Verwaltung (OLM d.V.)                          | 6 Dienstjahre als LM d.V.                                | Beauftragter für ein Sachgebiet der Verwaltung einer Feuerwehr                                                                            |         |
| Hauptlöschmeister der Verwaltung (HLM d.V.)                         | 6 Dienstjahre als OLM d.V.                               | Beauftragter für ein Sachgebiet der Verwaltung einer Feuerwehr                                                                            |         |
| Brandmeister der Verwaltung (BM d.V.)                               | Auf Ortsfeuerwehrebene: 6 Dienstjahre als HLM d.V.       | Beauftragter für ein Sachgebiet der Verwaltung einer Feuerwehr oder des Bereichsfeuerwehrverbandes                                        |         |
| Oberbrandmeister der Verwaltung (OBM d.V.)                          | 6 Dienstjahre als BM d.V.                                | Beauftragter für ein Sachgebiet der Verwaltung einer Feuerwehr oder des Bereichsfeuerwehrverbandes                                        |         |
| Hauptbrandmeister der Verwaltung (HBM d.V.)                         | 6 Dienstjahre OBM d.V.                                   | Beauftragter für ein Sachgebiet der Verwaltung einer Feuerwehr oder des Bereichsfeuerwehrverbandes                                        |         |
| Brandinspektor der Verwaltung (BI d.V.)                             | 6 Dienstjahre als HBM d.V.                               | Beauftragter für ein Sachgebiet der Verwaltung einer Feuerwehr oder des Bereichsfeuerwehrverbandes                                        |         |
| Oberbrandinspektor der Verwaltung (OBI d.V.)                        | 6 Dienstjahre als BI d.V.                                | Beauftragter für ein Sachgebiet der Verwaltung eines Bereichsfeuerwehrverbandes                                                           |         |
| Hauptbrandinspektor der Verwaltung (HBI d.V.)                       | 6 Dienstjahre als OBI d.V.                               | Beauftragter für ein Sachgebiet der Verwaltung eines Bereichsfeuerwehrverbandes                                                           |         |
| Abschnittsbrandinspektor der Verwaltung (ABI d.V.)                  |                                                          | Landesbeauftragter für ein Sachgebiet der Verwaltung                                                                                      |         |
| Brandrat der Verwaltung (BR d.V.)                                   | 6 Dienstjahre als ABI d.V.                               | Landesbeauftragter für ein Sachgebiet der Verwaltung                                                                                      |         |
| Dienstgrade des Fachdienstes                                        |                                                          | |         |
| Löschmeister des Fachdienstes (LM d.F.)                             |                                                          | Beauftragter für ein Sachgebiet einer Feuerwehr                                                                                           |         |
| Oberlöschmeister des Fachdienstes (OLM d.F.)                        | 6 Dienstjahre als LM d.F.                                | Beauftragter für ein Sachgebiet einer Feuerwehr                                                                                           |         |
| Hauptlöschmeister des Fachdienstes (HLM d.F.)                       | 6 Dienstjahre als OLM d.F.                               | Beauftragter für ein Sachgebiet einer Feuerwehr                                                                                           |         |
| Brandmeister des Fachdienstes (BM d.F.)                             | Auf Ortsfeuerwehrebene: 6 Dienstjahre als HLM d.F.       | Beauftragter für ein Sachgebiet einer Feuerwehr oder des Bereichsfeuerwehrverbandes                                                       |         |
| Oberbrandmeister des Fachdienstes (OBM d.F.)                        | 6 Dienstjahre als BM d.F.                                | Beauftragter für ein Sachgebiet einer Feuerwehr oder des Bereichsfeuerwehrverbandes                                                       |         |
| Hauptbrandmeister des Fachdienstes (HBM d.F.)                       | 6 Dienstjahre als OBM d.F.                               | Beauftragter für ein Sachgebiet einer Feuerwehr oder des Bereichsfeuerwehrverbandes                                                       |         |
| Brandinspektor des Fachdienstes (BI d.F.)                           | 6 Dienstjahre als HBM d.F.                               | Beauftragter für ein Sachgebiet einer Feuerwehr oder des Bereichsfeuerwehrverbandes                                                       |         |
| Oberbrandinspektor des Fachdienstes (OBI d.F.)                      | 6 Dienstjahre als BI d.F.                                | Beauftragter für ein Sachgebiet eines Bereichsfeuerwehrverbandes                                                                          |         |
| Hauptbrandinspektor des Fachdienstes (HBI d.F.)                     | 6 Dienstjahre als OBI d.F.                               | Beauftragter für ein Sachgebiet eines Bereichsfeuerwehrverbandes                                                                          |         |
| Abschnittsbrandinspektor des Fachdienstes (ABI d.F.)                | 6 Dienstjahre als HBI d.F.                               | Beauftragter für ein Sachgebiet eines Bereichsfeuerwehrverbandes oder des Landesfeuerwehrverbandes                                        |         |
| Brandrat des Fachdienstes (BR d.F.)                                 | 6 Dienstjahre als ABI d.F.                               | Landesbeauftragter für ein Sachgebiet der Verwaltung oder stellvertretender Vertreter der Betriebsfeuerwehren im Landesfeuerwehrausschuss |         |
| Oberbrandrat des Fachdienstes (OBR d.F.)                            |                                                          | Entsendeter Vertreter der Betriebsfeuerwehren im Landesfeuerwehrausschuss                                                                 |         |
| Dienstgrade des Sanitätsdienstes                                    |                                                          | |         |
| Löschmeister des Sanitätsdienstes (LM d.S.)                         |                                                          | Beauftragter für den Sanitätsdienst einer Feuerwehr                                                                                       |         |
| Oberlöschmeister des Sanitätsdienstes (OLM d.S.)                    | 6 Dienstjahre als LM d.S.                                | Beauftragter für den Sanitätsdienst einer Feuerwehr                                                                                       |         |
| Hauptlöschmeister des Sanitätsdienstes (HLM d.S.)                   | 6 Dienstjahre als OLM d.S.                               | Beauftragter für den Sanitätsdienst einer Feuerwehr                                                                                       |         |
| Brandmeister des Sanitätsdienstes (BM d.S.)                         | Auf Ortsfeuerwehrebene: 6 Dienstjahre als HLM d.S.       | Beauftragter für den Sanitätsdienst einer Feuerwehr oder des Bereichsfeuerwehrverbandes                                                   |         |
| Oberbrandmeister des Sanitätsdienstes (OBM d.S.)                    | 6 Dienstjahre als BM d.S.                                | Beauftragter für den Sanitätsdienst einer Feuerwehr oder des Bereichsfeuerwehrverbandes                                                   |         |
| Hauptbrandmeister des Sanitätsdienstes (HBM d.S.)                   | 6 Dienstjahre OBM d.S.                                   | Beauftragter für den Sanitätsdienst einer Feuerwehr oder des Bereichsfeuerwehrverbandes                                                   |         |
| Brandinspektor des Sanitätsdienstes (BI d.S.)                       | 6 Dienstjahre als HBM d.S.                               | Beauftragter für den Sanitätsdienst einer Feuerwehr oder des Bereichsfeuerwehrverbandes                                                   |         |
| Oberbrandinspektor des Sanitätsdienstes (OBI d.S.)                  | 6 Dienstjahre als BI d.S.                                | Beauftragter für den Sanitätsdienst eines Bereichsfeuerwehrverbandes                                                                      |         |
| Hauptbrandinspektor des Sanitätsdienstes (HBI d.S.)                 | 6 Dienstjahre als OBI d.S.                               | Beauftragter für den Sanitätsdienst eines Bereichsfeuerwehrverbandes                                                                      |         |
| Abschnittsbrandinspektor des Sanitätsdienstes (ABI d.S.)            | 6 Dienstjahre als HBI d.S.                               | Beauftragter für den Sanitätsdienst eines Bereichsfeuerwehrverbandes oder des Landesfeuerwehrverbandes                                    |         |
| Brandrat des Sanitätsdienstes (BR d.S.)                             | 6 Dienstjahre als ABI d.S.                               | Landesbeauftragter für den Sanitätsdienst                                                                                                 |         |
| Feuerwehrarzt (FA) oder Feuerwehrveterinär (FVET)                   |                                                          | Arzt oder Veterinär im Feuerwehrdienst |         |
| Bereichsfeuerwehrarzt (BFA) oder Bereichsfeuerwehrveterinär (BFVET) |                                                          | Bereichsfeuerwehrarzt oder Bereichsfeuerwehrveterinär                                                                                     |         |
| Landesfeuerwehrarzt (LFA) oder Landesfeuerwehrveterinär (LFVET)     |                                                          | Landesfeuerwehrarzt oder Landesfeuerwehrveterinär                                                                                         |         |
| Dienstgrade des seelsorglichen Dienstes                             |                                                          | |         |
| Feuerwehrkurat (FKUR)                                               |                                                          | Seelsorger im Feuerwehrdienst |         |
| Bereichsfeuerwehrkurat (BFKUR)                                      |                                                          | Bereichsbeauftragter für den seelsorglichen Dienst                                                                                        |         |
| Landesfeuerwehrkurat (LFKUR)                                        |                                                          | Landesbeauftragter für den seelsorglichen Dienst                                                                                          |         |

Beauftragte für ein Sachgebiet der Verwaltung können sein: Schriftführer, Kassier, EDV-Beauftragter, Pressebeauftragter, Beauftragter für Recht sowie Beauftragter für Feuerwehrgeschichte und Dokumentation.
Beauftragte für ein Sachgebiet des Fachdienstes können sein: Atem- und Körperschutz, Ausbildung, Funk, Geräte- und Maschinenmeister, Jugend, Strahlenschutz, Wasserdienst, Senioren und Sport.
Beauftragte für den Sanitätsdienst können sein: Feuerwehrarzt, Apotheker, Psychologe, Veterinär und Sanitätsbeauftragter.
Die Dienstgrade bis zum Hauptbrandmeister können mit einer gedrehten Silberschnur eingefasst werden, wenn die Kommandantenprüfung abgelegt wurde. Die Dienstgrade OBI und HBI sind nur dann mit einer gedrehten Goldschnur einzufassen, wenn die Kommandantenprüfung abgelegt wurde; der Dienstgrad ABI nur dann, wenn zumindest ein Führungsseminar des ÖBFV gemäß Richtlinie A-09 absolviert wurde; die Dienstgrade von BR bis LFR nur dann, wenn mindestens drei dieser Führungsseminare absolviert wurden. Dies gilt auch für den Verwaltungs-, Fach- und Sanitätsdienst. Die Dienstgrade FKUR, BFKUR und LFKUR können nur dann mit einer gedrehten Goldschnur eingefasst werden, wenn die Kommandantenprüfung abgelegt wurde.
Die Dienstgrade des Landesfeuerwehrverbandes unterscheiden sich durch das steiermärkische Landeswappen am oberen Rand, die Farbe richtet sich nach der jeweiligen Abteilungszugehörigkeit; die Beförderungs- und Ernennungsvoraussetzungen sind in einer eigenen Richtlinie festgelegt.
Die Berufsfeuerwehr Graz hat gänzlich andere Dienstgrade.

### Tirol
| Feuerwehrjugend                      | Dienstalter                                              | Funktion | Spiegel |
| ------------------------------------ | -------------------------------------------------------- | --- | ------- |
| Feuerwehrjugendmitglied (JFM)        | vollendetes 12. Lebensjahr + 3 Monate Dienst             | aktives Mitglied der Feuerwehrjugend und Wissenstest in Bronze |         |
| Feuerwehrjugendmitglied (JFM)        |                                                          | aktives Mitglied der Feuerwehrjugend und Wissenstest in Silber |         |
| Feuerwehrjugendmitglied (JFM)        |                                                          | aktives Mitglied der Feuerwehrjugend und Wissenstest in Gold |         |
| Mannschaftsdienstgrade               | Dienstalter                                              | Funktion | Spiegel |
| Probefeuerwehrmann (PFM)             | vollendetes 15. Lebensjahr                               | aktiver Dienst |         |
| Feuerwehrmann (FM)                   | 1 Jahr Dienst +Abschluss Grundausbildung LFS +Angelobung | aktiver Dienst |         |
| Oberfeuerwehrmann (OFM)              | 5 Jahre Dienst                                           | aktiver Dienst |         |
| Hauptfeuerwehrmann (HFM)             | 10 Jahre Dienst                                          | aktiver Dienst |         |
| Chargendienstgrade                   |                                                          | |         |
| Löschmeister (LM)                    | mind. 3 Jahre Dienst                                     | Gruppenkommandant oder Gerätewart oder Obermaschinist oder Beauftragte auf Ortsebene |         |
| Oberlöschmeister (OLM)               | mind. 5 Jahre in Funktion                                | Gruppenkommandant oder Gerätewart oder Obermaschinist oder Beauftragte auf Ortsebene |         |
| Hauptlöschmeister (HLM)              | mind. 10 Jahre in Funktion                               | Gruppenkommandant oder Gerätewart oder Obermaschinist oder Beauftragte auf Ortsebene |         |
| Brandmeister (BM)                    | mind. 3 Jahre Dienst                                     | Zugskommandant oder Sachgebietsleiter im Bezirksfeuerwehrverband |         |
| Oberbrandmeister (OBM)               | mind. 5 Jahre in Funktion                                | Zugskommandant oder Sachgebietsleiter im Bezirksfeuerwehrverband |         |
| Hauptbrandmeister (HBM)              | mind. 10 Jahre in Funktion                               | Zugskommandant oder Sachgebietsleiter im Bezirksfeuerwehrverband |         |
| Verwaltungsdienstgrade               |                                                          | |         |
| Verwalter (V)                        | entfällt ab 2025                                         | Kassier oder Schriftführer einer Feuerwehr, dessen Kommandant den Dienstgrad „OBI“ hat aber ohne Verwalterlehrgang                                                                                               |         |
| Verwalter (V)                        | entfällt ab 2025                                         | Kassier oder Schriftführer einer Feuerwehr, dessen Kommandant den Dienstgrad „HBI“ hat aber ohne Verwalterlehrgang                                                                                               |         |
| Stabsdienstgrade                     |                                                          | |         |
| Feuerwehrarzt (FARZT)                |                                                          | Arzt im Feuerwehrdienst |         |
| Feuerwehrkurat (FKUR)                |                                                          | Geistlicher im Feuerwehrdienst |         |
| Offiziersdienstgrade                 |                                                          | |         |
| Feuerwehrtechniker (FT)              |                                                          | Leiter eines technischen Sachgebietes im Bezirks- oder Landesfeuerwehrverband oder Offiziere einer Berufsfeuerwehr                                                                                               |         |
| Oberverwalter (OV)                   |                                                          | Kassier oder Schriftführer einer Feuerwehr, dessen Kommandant den Dienstgrad „OBI“ hat |         |
| Hauptverwalter (HV)                  |                                                          | Kassier oder Schriftführer einer Feuerwehr, dessen Kommandant den Dienstgrad „HBI“ hat |         |
| Brandinspektor (BI)                  | mind. 5 Jahre Dienst                                     | Feuerwehrkommandant Stellvertreter einer Freiwilligen Feuerwehr, deren Feuerwehrkommandanten laut Dienstpostenplan der Dienstgrad Oberbrandinspektor zusteht oder Sachgebietsleiter des Landesfeuerwehrverbandes |         |
| Oberbrandinspektor (OBI)             | mind. 5 Jahre Dienst                                     | Kommandant einer Freiwilligen Feuerwehr oder Kommandant-Stellvertreter einer Freiwilligen Feuerwehr, deren Feuerwehrkommandanten laut Dienstpostenplan der Dienstgrad Hauptbrandinspektor zusteht                |         |
| Hauptbrandinspektor (HBI)            | mind. 5 Jahre Dienst                                     | Feuerwehrkommandant einer Freiwilligen Feuerwehr mit mindestens sechs Gruppen mit Geräten (drei Züge), wovon mindestens vier Gruppen (zwei Züge) motorisiert sind                                                |         |
| Höhere Offiziersdienstgrade          |                                                          | |         |
| Bezirksverwalter (BV)                |                                                          | Kassier oder Schriftführer des Bezirksfeuerwehrverbandes |         |
| Abschnittsbrandinspektor (ABI)       | mind. 5 Jahre Dienst                                     | Kommandant eines Abschnittes oder Vertreter der Betriebsfeuerwehren im Landesfeuerwehrverband |         |
| Brandrat (BR)                        | mind. 10 Jahre Dienst                                    | Bezirksfeuerwehrkommandant-Stellvertreter |         |
| Oberbrandrat (OBR)                   | mind. 10 Jahre Dienst                                    | Bezirksfeuerwehrkommandant |         |
| Höhere Stabsoffiziersdienstgrade     |                                                          | |         |
| Landesfeuerwehrarzt (LFARZT)         | mind. 3 Jahre Dienst                                     | Sachgebietsleiter Feuerwehrmedizinischer Dienst im Landesfeuerwehrverband |         |
| Landesfeuerwehrkurat (LFKUR)         | mind. 3 Jahre Dienst                                     | Geistlicher des Landesfeuerwehrverbandes und Sachgebietsleiter Feuerwehrseelsorge im Landesfeuerwehrverband |         |
| Landesbranddirektor-Stv. (LBDSTV)    | mind. 10 Jahre Dienst                                    | Landesfeuerwehrkommandant-Stellvertreter |         |
| Landesbranddirektor (LBD)            | mind. 10 Jahre Dienst                                    | Landesfeuerwehrkommandant |         |
| Dienstgrade der Feuerwehrinspektoren |                                                          | |         |
| Bezirksfeuerwehrinspektor (BFI)      |                                                          | Bezirksfeuerwehrinspektor |         |
| Landesfeuerwehrinspektor (LFI)       |                                                          | Landesfeuerwehrinspektor |         |

### Vorarlberg
| Eingeteilte Feuerwehrmitglieder     | Dienstalter | Funktion                                                                             | Spiegel |
| ----------------------------------- | ----------- | ------------------------------------------------------------------------------------ | ------- |
| Probefeuerwehrmann (PFM)            |             | aktiver Dienst                                                                       |         |
| Feuerwehrmann (FM)                  | 1 Jahr      | aktiver Dienst                                                                       |         |
| Oberfeuerwehrmann (OFM)             | 6 Jahre     | aktiver Dienst                                                                       |         |
| Hauptfeuerwehrmann (HFM)            | 12 Jahre    | aktiver Dienst                                                                       |         |
| Chargen                             |             |                                                                                      |         |
| Löschmeister (LM)                   |             | Gruppenkommandant Stellvertreter                                                     |         |
| Oberlöschmeister (OLM)              |             | Gruppenkommandant                                                                    |         |
| höhere Dienstgrade                  |             |                                                                                      |         |
| Brandmeister (BM)                   |             | Zugskommandant                                                                       |         |
| Oberbrandmeister (OBM)              |             | Kommandantstellvertreter                                                             |         |
| Hauptbrandmeister (HBM)             |             | Kommandant                                                                           |         |
| Abschnittsfeuerwehrkommandant (AFK) |             | Kommandant innerhalb eines Abschnittes                                               |         |
| Bezirksvertreter (BV)               |             | Vertreter der Feuerwehren des Bezirkes beim Landesfeuerwehrverband                   |         |
| Bezirksfeuerwehrinspektor (BFI)     |             | Kommandant innerhalb eines Bezirkes                                                  |         |
| Verbandsvorsitzender Stv.           |             | Vertreter der Vorarlberger Feuerwehren beim Landesfeuerwehrverband                   |         |
| Landesfeuerwehrinspektor (LFI)      |             | Kommandant aller Feuerwehren in Vorarlberg Vorsitzender des Landesfeuerwehrverbandes |         |
| Landesfeuerwehrkurat (LFKUR)        |             | Geistlicher im Landesverband                                                         |         |

Verwaltungsdienstgrade gibt es in Vorarlberg keine. Kommandanten tragen zusätzlich auf der Ausgehuniform eine goldene Schulterspange.
Ab dem Löschmeister sind die Dienstgrade an Funktionen gebunden. Die Dienstgrade darunter sind dienstaltersabhängig.

### Wien (Betriebsfeuerwehren)
| Feuerwehrebene                    | Dienstalter                        | Funktion | Spiegel |
| --------------------------------- | ---------------------------------- | --- | ------- |
| Probefeuerwehrmann (PFM)          | Bei Eintritt in die BTF            | Eingeteiltes Feuerwehrmitglied |         |
| Feuerwehrmann (FM)                | Innerhalb eines Jahres möglich     | Eingeteiltes Feuerwehrmitglied |         |
| Oberfeuerwehrmann (OFM)           | 6 Jahre Dienst                     | Eingeteiltes Feuerwehrmitglied |         |
| Hauptfeuerwehrmann (HFM)          | 12 Jahre Dienst                    | Eingeteiltes Feuerwehrmitglied |         |
| Löschmeister (LM)                 | 18 Jahre Dienst                    | Eingeteiltes Feuerwehrmitglied |         |
| Chargenebene                      |                                    | |         |
| Löschmeister (LM)                 |                                    | Gruppenkommandant der BTFkat. II, III und IV, Ausbildner, Sachbearbeiter ATS, Fahr- und Gerätemeister                                                 |         |
| Oberlöschmeister (OLM)            | 6 Jahre in einer Dienstverwendung  | Gruppenkommandant der BTFkat. II, III und IV, Ausbildner, Sachbearbeiter ATS, Fahr- und Gerätemeister                                                 |         |
| Hauptlöschmeister (HLM)           | 12 Jahre in einer Dienstverwendung | Gruppenkommandant der BTFkat. II, III und IV, Ausbildner, Sachbearbeiter ATS, Fahr- und Gerätemeister                                                 |         |
| Brandmeister (BM)                 |                                    | Zugskommandant od. Zugtruppkommandant der BTFkat.: III und IV, KDT STv. der BTFkat. I, Ausbildner, Fahr- und Gerätemeister                            |         |
| Oberbrandmeister (OBM)            | 6 Jahre in einer Dienstverwendung  | Zugskommandant od. Zugtruppkommandant der BTFkat.: III und IV, Kommandant der BTFkat. I, KDT Stv. der BTFkat. II, Ausbildner, Fahr- und Gerätemeister |         |
| Hauptbrandmeister (HBM)           | 12 Jahre in einer Dienstverwendung | Zugskommandant od.Zugtruppkommandant der BTFkat.: III und IV, KDT STv. der BTFkat. I, Ausbildner, Fahr- und Gerätemeister                             |         |
| Verwaltungsebene                  |                                    | |         |
| Löschmeister der Verwaltung (LMV) |                                    | Leiter d. Verwaltung der BTFkat.: III und IV (ohne GKDT-Lehrgang)                                                                                     |         |
| Verwalter (V)                     |                                    | Leiter der VerwaltungDer BTFkat.: III |         |
| Oberverwalter (OV)                |                                    | Leiter der Verwaltung Der BTFkat.: IV |         |
| Verwaltungsinspektor (VI)         |                                    | Stv. des Leiters der Verwaltung, Kassier Landesfeuerwehrverband                                                                                       |         |
| Verwaltungsrat (VR)               |                                    | Leiter der Verwaltung Landesfeuerwehrverband |         |
| Landesfeuerwehrkurat              |                                    | Geistlicher im Landesfeuerwehrverband |         |
| Kommandoebene                     |                                    | |         |
| Brandinspektor (BI)               |                                    | Kommandant der BTFkat.: II, KommandantStv. der BTFkat.: III                                                                                           |         |
| Oberbrandinspektor (OBI)          |                                    | Kommandant der BTFkat.: III, Kommandant Stv.der BTFkat. IV                                                                                            |         |
| Hauptbrandinspektor (HBI)         |                                    | Kommandant der BTFkat. IV |         |
| Landesfeuerwehrverbandsebene      |                                    | |         |
| Abschnittsbrandinspektor (ABI)    |                                    | Schulleiter LFV der BTF Wien |         |
| Brandrat (BR)                     |                                    | Schulleiter, Ausbildungsleiter, Fachgruppenleiter LFV der BTF Wien                                                                                    |         |
| Oberbrandrat (OBR)                |                                    | Kommandant Stv. LFV der BTF Wien |         |
| Landesbranddirektor-Stv. (LBDS)   |                                    | Kommandant des LFV der BTF Wien |         |
| Landesbranddirektor (LBD)         |                                    | Branddirektor v. Wien, Landesfeuerwehrkommandant |         |

### Dienstgrade der Feuerwehrjugend
Für die Feuerwehrjugend existiert in einigen Bundesländern zusätzlich der Dienstgrad Jugendfeuerwehrmann (JFM). Je nach Fortschritt in der Jugendausbildung wird der Dienstgrad durch sogenannte „Erprobungsstreifen“ auf der Aufschiebeschlaufe der Dienstbekleidung wiedergegeben. Nach dem Ablegen des Wissenstests in Gold ist eine baldige Beförderung zum Feuerwehrmann vorgesehen, der Dienstgrad Probefeuerwehrmann kann in diesem Fall übersprungen werden.
| Dienstgrad                    | Ausbildung                   | Funktion                                                                      | Spiegel |
| ----------------------------- | ---------------------------- | ----------------------------------------------------------------------------- | ------- |
| Feuerwehrjugendmitglied (JFM) | erste Erprobung              | aktives Mitglied der Feuerwehrjugend                                          |         |
| Feuerwehrjugendmitglied (JFM) | zweite Erprobung             | aktives Mitglied der Feuerwehrjugend                                          |         |
| Feuerwehrjugendmitglied (JFM) | dritte Erprobung             | aktives Mitglied der Feuerwehrjugend                                          |         |
| Feuerwehrjugendmitglied (JFM) | ernannt durch Jugendbetreuer | Gruppenkommandant der Feuerwehrjugend (in Tirol ab 2025 nicht mehr vorhanden) |         |

### Österreichischer Bundesfeuerwehrverband
Über die Landesstrukturen hinaus besitzen die Sachgebietsleiter, die Referatsleiter, der Präsident und die drei Vizepräsidenten des ÖBFV sowie die Mitarbeiter im Generalsekretariat und der ÖBFV Medien GmbH eigene Dienstgradabzeichen.
| Dienstgrad                      | Bundesverbandsführung | Amtsperiode                                                                                               | Funktion | Spiegel |
| ------------------------------- | --- | --- | --- | ------- |
| Brandmeister (BM)               | hauptamtlicher Mitarbeiter eines Fachbereiches                                                                                                | nur bei hauptamtlich Beschäftigten im ÖBFV                                                                | Mitarbeiter VwGr. III |         |
| Oberbrandmeister (OBM)          | hauptamtlicher Mitarbeiter eines Fachbereiches                                                                                                | nur bei hauptamtlich Beschäftigten im ÖBFV                                                                | Mitarbeiter VwGr. III (nach 6 Jahren) |         |
| Hauptbrandmeister (HBM)         | hauptamtlicher Mitarbeiter eines Fachbereiches                                                                                                | nur bei hauptamtlich Beschäftigten im ÖBFV                                                                | Mitarbeiter VwGr. III (nach 12 Jahren) |         |
| Brandinspektor (BI)             | Sachbearbeiter | nur bei hauptamtlich Beschäftigten im ÖBFV                                                                | Mitarbeiter VwGr. IV |         |
| Oberbrandinspektor (OBI)        | Sachbearbeiter | nur bei hauptamtlich Beschäftigten im ÖBFV                                                                | Mitarbeiter VwGr. IV (nach 6 Jahren) |         |
| Hauptbrandinspektor (HBI)       | Sachbearbeiter | nur bei hauptamtlich Beschäftigten im ÖBFV                                                                | Mitarbeiter VwGr. IV (nach 12 Jahren) |         |
| Abschnittsbrandinspektor (ABI)  | Abteilungsleiter od. Sachbearbeiter | nur bei hauptamtlich Beschäftigten im ÖBFV                                                                | Mitarbeiter VwGr. IV (nach 18 Jahren) Mitarbeiter VwGr. V                                                                                       |         |
| Brandrat (BR)                   | Sachgebietsleiter (ehrenamtlich) od. Abteilungsleiter (hauptamtlich) od. Geschäftsführer der Medien GmbH                                      | Sachgebietsleiter bestellt durch den FPräs für die Dauer einer Funktionsperiode oder bis zur Abberufung   | Sachgebietsleiter eines Sachgebietes im ÖBFV Abteilungsleiter nach 6 Jahren Geschäftsführer der ÖBFV Medien GmbH                                |         |
| Oberbrandrat (OBR)              | Stv. Referatsleiter (ehrenamtlich) od. Abteilungsleiter (hauptamtlich) od. Geschäftsführer der Medien GmbH od. Generalsekretär (hauptamtlich) | Stv. Referatsleiter bestellt durch den FPräs für die Dauer einer Funktionsperiode oder bis zur Abberufung | Stv. Referatsleiter Abteilungsleiter nach 12 Jahren Geschäftsführer der ÖBFV Medien GmbH (nach 6 Jahren) Generalsekretär, wenn nicht Akademiker |         |
| Bundesfeuerwehrrat (BFR)        | Referatsleiter (ehrenamtlich) od. Generalsekretär (hauptamtlich)                                                                              | Referatsleiter bestellt durch den FPräs für die Dauer einer Funktionsperiode oder bis zur Abberufung      | Referatsleiter Generalsekretär, wenn Akademiker                                                                                                 |         |
| Feuerwehrvizepräsident (FVPräs) | Vizepräsident des ÖBFV | vom Bundesfeuerwehrtag auf 5 Jahre gewählt                                                                | Stv. Verbandsvorsitzender |         |
| Feuerwehrpräsident (FPräs)      | Präsident des ÖBFV | vom Bundesfeuerwehrtag auf 5 Jahre gewählt                                                                | Verbandsvorsitzender |         |

## Geschichte
Die ersten einheitlichen Dienstgrade in allen Feuerwehren, der österreichischen Hälfte von Österreich-Ungarn, existieren seit 1892. Sie wurden auf dem 5. Feuerwehrtag in Teplitz beschlossen. Es war einer der ersten Beschlüsse des Ständigen Österreichischen Feuerwehr-Ausschusses, dem Vorgänger des Bundesfeuerwehrverbandes.